# フィアーリョ・デ・アルメイダ
ジョゼ・ヴァレンティン・フィアーリョ・デ・アルメイダ（ポルトガル語:José Valentim Fialho de Almeida、1857年5月7日 - 1911年3月4日）は、ポルトガルアレンテージョ出身の小説家。短編小説の著作に優れた。
主著は1893年に著されたアレンテージョ地方の風物を唄った『葡萄の国（O País das Uvas）』である。

## 作品
- 1881年、『Contos』
- 1882年、『A cidade do Vício』
- 1889年 - 1894年、『猫（Os Gatos）』
- 1890年、『Lisboa Galante』
- 1893年、『葡萄の国（O País das Uvas）』
- 1905年、『Galiza』
- 1912年、『Saibam Quantos...』
- 不明、『Aves Migradoras』